# Россана де лос Ріос
Россана де лос Ріос (ісп. Rossana de los Ríos, нар. 16 вересня 1975) — колишня парагвайська професійна тенісистка. 
Здобула одинадцять одиночних та шість парних титулів туру ITF. 
Найвищу одиночну позицію рейтингу WTA — 51 місце досягнула 12 листопада 2001, парну — 52 місце — 12 травня 2003 року.
Завершила кар'єру 2010 року.

## Фінали турнірів WTA

### Парний розряд: 2 (0-2)
| Перемога – Легенда                           |
| -------------------------------------------- |
| Турніри Великого шолома (0–0)                |
| Турніри WTA Tour (0–0)                       |
| Tier I / Premier Mandatory & Premier 5 (0–0) |
| Tier II / Premier (0–1)                      |
| Tier III, IV & V / International (0–1)       |

| Результат | Ранг | Дата            | Championship    | Покриття | Партнер               | Опонент                              | Рахунок  |
| --------- | ---- | --------------- | --------------- | -------- | --------------------- | ------------------------------------ | -------- |
| Поразка   | 1.   | 20 травня 2002  | Мадрид,Іспанія  | Ґрунт    | Аранча Санчес Вікаріо | Мартіна Навратілова Наташа Звєрєва   | 2–6, 3–6 |
| Поразка   | 2.   | 14 вересня 2002 | Bahia, Бразилія | Тверде   | Емілі Луа             | Вірхінія Руано Паскуаль Паола Суарес | 4–6, 1–6 |

## Фінали ITF

### Одиночний розряд (11–14)
| Турніри $100,000 |
| Турніри $75,000  |
| Турніри $50,000  |
| Турніри $25,000  |
| Турніри $10,000  |

| Результат | Ранг | Дата              | Турнір                            | Покриття | Опонент                | Рахунок                 |
| --------- | ---- | ----------------- | --------------------------------- | -------- | ---------------------- | ----------------------- |
| Перемога  | 1.   | 13 травня 1991    | Франкавілла-аль-Маре, Італія      | Ґрунт    | Ginevra Mugnaini       | 6-3, 7-5                |
| Поразка   | 1.   | 17 червня 1991    | Модена, Італія                    | Ґрунт    | Сібій Ніокс-Шато       | 0–6, 1–6                |
| Перемога  | 2.   | 23 вересня 1991   | Ліма, Перу                        | Ґрунт    | Ларісса Шерер          | 6-3, 6-1                |
| Перемога  | 3.   | 28 вересня 1992   | Санта-Марія-Капуа-Ветере, Італія  | Ґрунт    | Марція Гроссі          | 6-4, 6-0                |
| Поразка   | 2.   | 26 жовтня 1992    | Асунсьйон, Парагвай               | Ґрунт    | Ларісса Шерер          | 5-7, 1-6                |
| Поразка   | 3.   | 30 листопада 1992 | Mildura, Австралія                | Тверде   | Тесса Прайс            | 3-6, 3-6                |
| Поразка   | 4.   | 7 червня 1993     | Казерта, Італія                   | Ґрунт    | Сара Пітковскі-Малькор | 5–7, 3–6                |
| Перемога  | 4.   | 30 серпня 1999    | Буенос-Айрес, Аргентина           | Ґрунт    | Melisa Arevalo         | 6-0, 6-2                |
| Поразка   | 5.   | 10 квітня 2000    | La Canada, США                    | Ґрунт    | Ї Цзін-Цянь            | 6–3, 5–7, 3–6           |
| Поразка   | 6.   | 1 травня 2000     | Вірджинія-Біч, США                | Ґрунт    | Марі-Ев Пеллетьє       | 6–7(5–7), 2–6           |
| Поразка   | 7.   | 9 жовтня 2000     | Мірамар (Флорида), США            | Ґрунт    | Аліна Жидкова          | 6–1, 6–7(2–7), 2–6      |
| Поразка   | 8.   | 6 листопада 2000  | Піттсбург, США                    | Тверде   | Сандра Качіч           | 5–7, 6–1, 2–6           |
| Поразка   | 9.   | 11 липня 2004     | College Park, США                 | Тверде   | Ольга Пучкова          | 5–7, 6–4, 2–6           |
| Поразка   | 10.  | 6 травня 2006     | Indian Harbour Beach              | Ґрунт    | Едіна Галловіц-Халл    | 6–3, 6–7(5–7), 6–7(0–7) |
| Поразка   | 11.  | 16 травня 2006    | Палм-Біч (Флорида), США           | Ґрунт    | Хорхеліна Краверо      | 2–6, 4–6                |
| Перемога  | 5.   | 29 листопада 2006 | Сан-Дієго, США                    | Тверде   | Івана Абрамович        | 6–0, 6–2                |
| Перемога  | 6.   | 8 травня 2007     | Палм-Біч (Флорида), США           | Ґрунт    | Бренда Шульц-Маккарті  | 7–5, 6–4                |
| Перемога  | 7.   | 3 вересня 2007    | Местре, Італія                    | Ґрунт    | Аліса Клейбанова       | 6–4, 3–6, 6–1           |
| Перемога  | 8.   | 17 вересня 2007   | Альбукерке, США                   | Тверде   | Марет Ані              | 7–6(8–6), 1–6, 6–2      |
| Поразка   | 12.  | 31 березня 2008   | Пелам (Алабама), США              | Ґрунт    | Ракель Копс-Джонс      | 3–6, 4–6                |
| Поразка   | 13.  | 15 вересня 2008   | Альбукерке, США                   | Тверде   | Джулія Дітті           | 4–6, 6–7(3–7)           |
| Поразка   | 14.  | 3 лютого 3009     | Калі (місто), Колумбія            | Ґрунт    | Анастасія Якімова      | 3–6, 0–6                |
| Перемога  | 9.   | 30 березня 2009   | Пелам (Алабама), США              | Ґрунт    | Хорхеліна Краверо      | 6–4, 6–1                |
| Перемога  | 10.  | 1 листопада 2009  | Баямон (Пуерто-Рико), Пуерто-Рико | Тверде   | Мір'яна Лучич-Бароні   | 6–3, 6–4                |
| Перемога  | 11.  | 6 грудня 2009     | Буенос-Айрес, Аргентина           | Ґрунт    | Паула Ормаечеа         | 7–5, 6–1                |

### Парний розряд: 9 (6-3)
| Турніри $100,000 |
| Турніри $75,000  |
| Турніри $50,000  |
| Турніри $25,000  |
| Турніри $10,000  |

| Результат | Ранг | Дата              | Турнір                  | Покриття | Партнер             | Опонент in the final                     | Рахунок            |
| Перемога  | 1.   | 26 серпня 1991    | Сан-Паулу, Бразилія     | Ґрунт    | Ларісса Шерер       | Марія Хосе Гайдано Сінтія Торторелла     | 6-4, 6-4           |
| Перемога  | 2.   | 23 вересня 1991   | Ліма, Перу              | Ґрунт    | Ларісса Шерер       | María Dolores Campana Janaina Mercadante | 6-2, 6-3           |
| Перемога  | 3.   | 30 серпня 1999    | Буенос-Айрес, Аргентина | Ґрунт    | Херальдін Айсенберг | Eugenia Chialvo Хорхеліна Краверо        | 7-5, 6-1           |
| Перемога  | 4.   | 19 вересня 1999   | Асунсьйон, Парагвай     | Тверде   | Ларісса Шерер       | Маріана Меса Aliénor Tricerri            | 6–2, 6–3           |
| Перемога  | 5.   | 14 листопада 1999 | Монтеррей, Мексика      | Тверде   | Маріана Діас-Оліва  | Аліче Канепа Clarisa Fernandez           | 4-6, 7-6(8-6), 6-3 |
| Runner–up | 6.   | 15 жовтня 2000    | Miramer, США            | Ґрунт    | Саманта Рівз        | Лізель Губер Ліза Макші                  | 3-5, 1-4, 1-4      |
| Runner–up | 7.   | 19 жовтня 2003    | Седона, США             | Ґрунт    | Аліна Жидкова       | Янь Цзи Чжен Цзє                         | 6-7(2-7) 6-7(3-7)  |
| Runner–up | 8.   | 10 червня 2007    | Пршеров, Чехія          | Ґрунт    | Едіна Галловіц      | Луціє Градецька Рената Ворачова          | 7-5, 3-6, 2-6      |
| Перемога  | 9.   | 19 листопада 2007 | Мехіко, Мексика         | Тверде   | Суріна Де Беер      | Даніела Муньос Галлегос Valeria Pulido   | 6-3, 6-1           |

## Загальна статистика
| Турнір                           | 1992 | 1993 | 1994 | 1995 | 1996 | 1997 | 1998 | 1999 | 2000 | 2001 | 2002 | 2003 | 2004 | 2005 | 2006 | 2007 | 2008 | 2009 | 2010 | W–L   |
| -------------------------------- | ---- | ---- | ---- | ---- | ---- | ---- | ---- | ---- | ---- | ---- | ---- | ---- | ---- | ---- | ---- | ---- | ---- | ---- | ---- | ----- |
| Турніри Великого Шлему           |      |      |      |      |      |      |      |      |      |      |      |      |      |      |      |      |      |      |      |       |
| Australian Open                  | A    | A    | 1р   | A    | A    | A    | A    | A    | A    | 2р   | 2р   | 1р   | A    | A    | A    | A    | LQ   | 1р   | 1р   | 3–7   |
| French Open                      | A    | LQ   | A    | A    | A    | A    | A    | A    | 2р   | 2р   | 3р   | 1р   | LQ   | A    | A    | 1р   | 1р   | 1р   | 2р   | 17–10 |
| Вімблдонський турнір             | A    | LQ   | A    | A    | A    | A    | A    | A    | 1р   | 1р   | 2р   | 1р   | A    | A    | A    | LQ   | 1р   | 2р   | 1р   | 6–9   |
| Відкритий чемпіонат США з тенісу | A    | 1р   | A    | A    | A    | A    | A    | A    | 1р   | 1р   | 2р   | LQ   | LQ   | A    | LQ   | LQ   | 2р   | 1р   | LQ   | 6–11  |
| Перемоги-Поразки                 | 0–0  | 0–1  | 0–1  | 0–0  | 0–0  | 0–0  | 0–0  | 0–0  | 3–3  | 2–4  | 5–4  | 0–3  | 0–0  | 0–0  | 0–0  | 0–1  | 1–3  | 1–4  | 1–3  | 13–27 |